# Silver Creek (Belize)
Koordinaten: 16° 17′ N, 88° 53′ W
Silver Creek ist eine Gemeinde im Toledo District in Belize (Mittelamerika). Sie hat, lt. Zensus aus dem Jahre 2000, 1326 Einwohner. Eine aktualisierte Berechnung von 2005 kam auf 1571 Einwohner. Der Ort wurde 1969 gegründet und wird hauptsächlich von plautdietschen Mennoniten bewohnt.